# Aleksej Vasiljevič Afanasjev
Aleksej Vasiljevič Afanasjev, sovjetski general, * 1897, † 1984, Moskva.

## Življenjepis
Leta 1942 je bil glavni komunikacijski častnik 2. gardne armade.